# Oktavilja
Oktavilja (šp. octavilla), u španskoj poeziji, predstavlja strofu od osam stihova, sastavljenu od stihova kraćeg metra (osam ili manje slogova (šp. verso de arte menor)). Tokom srednjeg veka, redondilja se nije javljala samostalno, tako da udvostručenjem jedne ili spajanjem dve redondilje nastaje strofa koja se često koristila u pesmaricama u XV veku. Najčešće kombinacije rime su abbecdde ili ababbccb.
{{citat|
-{La mayor cuita que haber
puede ningún amador
es membrarse del placer
en el tiempo de dolor;
e ya sea que el ardor
del fuego nos atormenta,
mayor dolor nos aumenta
esta tristeza y langor.}-|Markiz od Santiljane}}
Kopla slomljene stope (šp. copla de pie quebrado), predstavlja oktavilju u kojoj se smenjuju osmerci i četverci, prema pesnikovom nahođenju. Može imati različit raspored rime: abbaacca, abbacddc, itd. Ovu strofu često koristi Markiz od Santiljane.
{{citat|
-{¡Cuántos vi ser aumentados
por amor;
e muchos más, por temor
abajados…!
Ca los buenos, sojuzgados,
no tardaron
de buscar cómo libraron
sus estados.}-|Markiz od Santiljane}}
Krajem XVIII veka javlja se i varijanta oktavilje pod nazivom italijanska oktavilja (šp. octavilla italiana o aguda). Za nju je karakteristično da četvrti i osmi stih poseduju oksitonsku, mušku rimu (šp. rima oxítona o aguda). Međusbno se rimuju drugi i treći, kao i šesti i sedmi stih, dok su prvi i peti najčešće slobodni.
{{citat|
-{Merced a tus traiciones
al fin respiro, Lice,
al fin de un infelice
el cielo hubo piedad;
ya rotas las prisiones
libre está el alma mía;
no sueño, no, este día,
mi dulce libertad.}-|Huan Melendes Valdes}}